# كالدويل إدواردز
كالدويل إدواردز (بالإنجليزية: Caldwell Edwards)‏ هو سياسي أمريكي، ولد في 8 يناير 1841، وتوفي في 23 يوليو 1922. حزبياً، نشط في حزب الشعب. انتخب عضو مجلس نواب مونتانا وانتخب عضو مجلس النواب الأمريكي.